# Taltidningsnämnden
Taltidningsnämnden är sedan den 1 augusti 2010 en del av Myndigheten för tillgängliga medier (MTM), dåvarande Talboks- och punktskriftsbiblioteket (TPB), men var dessförinnan en svensk statlig förvaltningsmyndighet, vars uppgifter utfördes av dåvarande Presstödsnämnden.
Taltidningsnämnden är ett särskilt beslutsorgan inom Myndigheten för tillgängliga medier. Nämnden har de uppgifter som följer av förordningen (2013:9) om taltidningar och mottagarutrustning. I förordning avses med dagstidning detsamma som i presstödsförordningen (1990:524).
Nämnden har också till uppgift att genom informationsinsatser försöka få tidningsföretag att starta utgivning av taltidningar, verka för att abonnenter får utbildning och sådant stöd som underlättar för dem att tillgodogöra sig tidningarna och att sköta den tekniska utrustningen som behövs för mottagningen, samt följa och analysera utvecklingen av verksamheten med utgivning av taltidningar.
Taltidningsnämnden utses av regeringen och består av högst nio ledamöter. Ordföranden ska vara eller ha varit ordinarie domare.